# La Chapelle-Saint-Martin-en-Plaine
La Chapelle-Saint-Martin-en-Plaine település Franciaországban, Loir-et-Cher megyében. Lakosainak száma 693 fő (2022. január 1.). La Chapelle-Saint-Martin-en-Plaine La Madeleine-Villefrouin, Maves, Mer, Mulsans, Suèvres, Talcy és Villexanton községekkel határos.

## Népesség
A település népességének változása:
| Lakosok száma | 621  | 590  | 552  | 605  | 730  | 724  | 730  | 699  | 684  | 693  |
|               | 1968 | 1982 | 1990 | 2006 | 2013 | 2015 | 2017 | 2019 | 2020 | 2022 |